# Heinrich Franz Lehmann

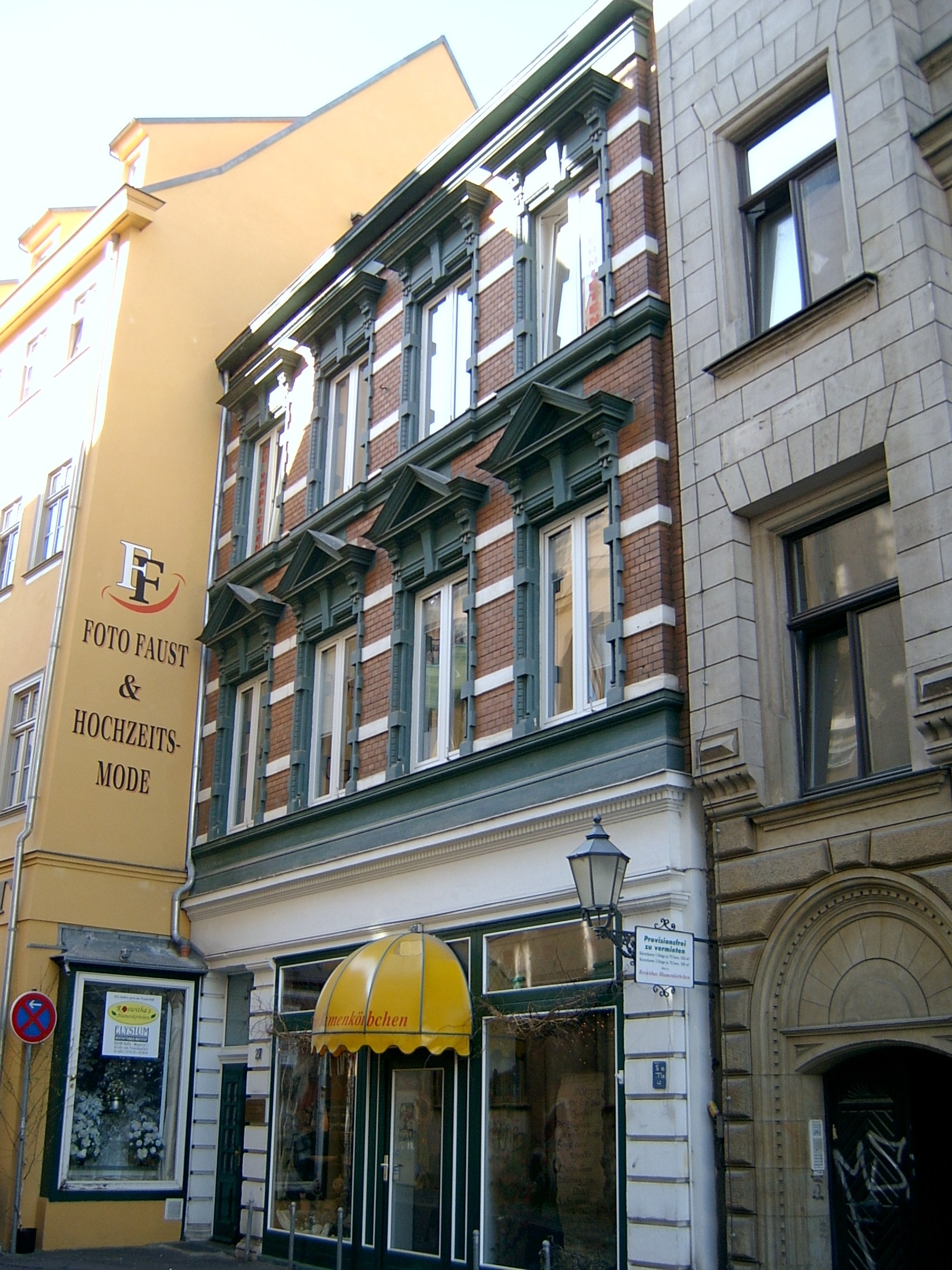
Im Besitz von Lehmann: Haus Große Märkerstraße 27 in Halle

Heinrich Franz Lehmann (* 9. Januar 1764 in Detershagen; † 7. Oktober 1846 in Halle (Saale)) war ein deutscher Unternehmer. Er war Kaufmann und Bankier und Gründer des Bankhauses H. F. Lehmann in Halle (Saale). 

## Leben
Lehmann war der Sohn des königlich-preußischen Domänenpächters, Amtmanns und späteren Oberamtmanns Friedrich Ludwig Lehmann, der jedoch starb, als Heinrich Franz erst sieben Jahre alt war. Nach dem Tod des Vaters gelangte er in das Waisenhaus in Magdeburg. Durch Förderung der Bürgerfamilie Heusinger aus Halle erlangte er 1788 das Bürgerrecht in dieser Stadt und heiratete kurz darauf eine Heusinger-Nichte. Als sein Schwiegervater Johann Friedrich Ernst plötzlich starb, übernahm er 1788 dessen Geschäft als Firma H. F. Lehmann am Marktplatz von Halle. Zusätzlich wurde er 1789 preußischer Lotterieeinnehmer. Als Kaufmann handelte er vor allem mit Salz, Nudeln, Wein und Stärke. Während der Existenz des Königreich Westphalens wurde Lehmann zum Salzfaktor ernannt. In dieser Funktion übernahm er zunehmend Kommissions- und Speditionsgeschäfte. Lehmann wurde zum Geheimrat ernannt.
Zur Minderung der zunehmenden Not der Armen wurde er zum Mitgründer des städtischen Bürgervereins. Ferner war er maßgeblich an der Gründung des Vereins für den hallischen Handel beteiligt und war Mitglied der Badedirektion zu Halle. Als solcher schrieb er u. a. 1814 an Johann Wolfgang von Goethe.
Sein Sohn Ludwig Lehmann unterstützte ihn bei den Geschäften und regte 1828 einen Interessenwechsel und die Gründung eines Bankgeschäftes in Halle an. Mit zunehmendem Alter überließ der Vater seinem Sohn die Geschäftsleitung. Dieser entwickelte das Bankhaus H. F. Lehmann zu einem bedeutenden Faktor im Wirtschaftsleben der preußischen Provinz Sachsen und Mitteldeutschlands. Er förderte unter anderem archäologische Projekte finanziell.
Ein Urenkel von ihm war der Bankier Hans Alexander Lehmann.